# Séd
A Séd patak a Közép-Dunántúlon található, Veszprém és Fejér vármegyében. Hossza 70 kilométer. Neve minden bizonnyal az ország nagy részén mára már kihalt, de Veszprém vármegye déli részén még használatos „patak” jelentésű magyar séd szóból származik.
A Bakonyban ered, Herendtől északra. Az úgynevezett Devecseri-árokban folyva éri el Veszprémet, ahol keleti irányban, Veszprémvölgyben, majd a Várhegyet megkerülve és éles kanyart leírva észak felé, az Aranyos-völgyben halad tovább. A várost elhagyva, a Veszprémi-fennsíkot elérve a patak ismét keletre fordul. Több nagyívű kanyar után Ősitől mesterségesen kialakított mederben folyik tovább Sárvíz-malomcsatornaként. A Sárréten keresztülfolyva, Cecénél torkollik a Sárvízbe.
Veszprémben tizenkét közúti és egy vasúti híd épült a Séd fölé; legismertebb ezek közül a Szent István völgyhíd (Viadukt).
A Szent Benedek-rend története szerint a patak vizét már 1037-ben malomkerék hajtására használták. 1876-ban a Sédnek csupán a veszprémi szakaszán 15 malom üzemelt. A 20. század közepéig ezek megszűntek, de számos malomépület még ma is áll – igaz, jelentős részük meglehetősen elhanyagolt állapotban.
A Séd környékén élőknek többször is el kellett szenvedniük az árvíz pusztítását. A patak többek között 1803-ban, 1847-ben, 1889-ben, 1904-ben és 1940-ben, de még az 1950-es évek végén is kilépett a medréből, többnyire kora tavasszal, a gyors hóolvadás következtében.
A Szekszárdi-Sédet is gyakran előtag nélkül, egyszerűen Sédként említik.